# Процессы над ведьмами в Вале
Процессы над ведьмами в Вале были охотой на ведьм, включающей в себя серию судебных процессов над ведьмами, происходивших в герцогстве Савойя в нынешней юго-восточной Франции и Швейцарии в 1428—1447 годах. Жертвы обвинялись также в принадлежности к оборотням. Преследования начались во франко-говорящем регионе Вале (фр. Valais), а затем распространились на немецко-говорящие регионы (нем. Wallis), а также близлежащие долины во франко- и немецко-говорящих Альпах. Точное число жертв этих преследований неизвестно, но не менее 367 человек обоих полов.

## Подоплёка
В 1428 году герцогство Савойя было истерзано близким к гражданской войне состоянием в 1415—1419 между кланами знати. Люди разделились на сторонников и противников семьи Рарон (Raron), против которой восстали другие знатные кланы. Общество находилось в состоянии большой напряженности.
7 августа 1428 года делегаты от семи районов Вале потребовали, чтобы власти начали расследование против обвиняемых, неизвестных ведьм и колдунов. Любой, объявленный колдуном не менее, чем четырьмя людьми, должен был быть арестован. Если арестованный сознавался, его должны были сжечь на костре как еретика, если же не сознавался, его пытали до тех пор, пока он не признает себя виновным. Также должны были подвергаться аресту те, на кого укажут не менее трёх арестованных колдунов.
События начались в долинах Аннивье и Val d'Hérens в южной франко-говорящей части Вале и распространялись на север в немецко-говорящие регионы. В течение полутора лет были казнены на костре более сотни человек. Эта истерия затем распространилась во французские и швейцарские Альпы, от St. Bernhard в Савойе до Бриансона в Дофине. С этих территорий в дальнейшем она распространилась через долины в Drance, Аржентьер, Фрессиньер и Valpute, в результате 110 женщин и 57 мужчин были запытаны до смерти или казнены, пока преследования, наконец, не прекратились в 1447 году.
Процессы над ведьмами в Вале плохо документированы. Наиболее достоверный источник информации — это хроника, написанная секретарём люцернского суда Гансом Фрюндом (1400—1469), который был очевидцем событий. Однако его записи обрываются в 1430 году, за 17 лет до окончания гонений на ведьм, поэтому не дают полной картины.

## Цитаты из процессов
Ниже приведены цитаты из хроник Иоганнеса Фрюнда: 

« In the year which was counted one thousand and four hundred and thereafter the twenty eight year after the birth of Christ, the bishopric of Wallis saw the uprising of evil, murder and heresy among witches and sorcerers, among women as well as men, known by the name sortilegi in Latin, and they were found first in two valleys in Wallis…»

« …and an abundance of them have confessed to great evil and many murders and heretic beliefs and an abundance of evil things, which they have performed, such things which are in Latin known as sortilegia, and of which many are stated in this document; however, a lot of it is not mentioned, so that no one may be corrupted. One should consider that thess people, be they male or female, which are guilty of these things and this evil which they have peformed, have larned this from the evil spirit…»

«There were even those who killed their own children and fired and cooked them and took them to their company to eat them, and carried mischeaf and other things to church, so that everyone believed them to be children. But they had left their children at home and ate them later, when they so choosed.»

« There have also been many of them, guilty of such evil, so great a heresy and so many murders, that they with this evil, heresy and magic did not tell any to the priest, so that it may not be stopped. And there were many of these people, who could speak more when they had been apprehended than other uneducated people, and who called upon God and his saints more than others. This they did so that they would be considered innocent. And some of them did not confess at all; some let themselves be tormented and tortured to death, rather than confess or say anything….»

"…and still they were many testimonies against them and even more had raported them as guilty, which everyone could give proof of, and they were thought bewitched so not to be able to point out the other witches. And no matter how severly they were questioned, during more and more torture, many would no confess but let themselves be tortured. So they died from it, and were all the same judged and burned, some alive and some dead. "

« And there had been so many, that they claimed that if they had been able to rule but one year more, they could have established a court among themselves; and the evil spirit lead them to understand that they would be so strong that they need not fear no rule or court and that they would establish a court to take control over Christianity …»

«…for they revealed they condemned over seven hundred people, of which over two hundred have been burned in one and a half year; they are still sentenced and burned every day, when you are able to arrest them.»

## Процедура
Людей с хорошей репутацией, на которых указал кто-то из осуждённых, не арестовывали сразу, сначала проводили осторожное расследование. Однако, если на кого-то указывали сразу несколько осуждённых, он арестовывался незамедлительно. Некоторые сознавались; другие отвергали обвинения и были описаны как очень многословные в своей защите. Лишь некоторые из их имён известны, но все они были крестьянами, хотя некоторые из них описаны как хорошо образованные и учёные.
За исключением судебных процессов в Дофине, где большинство осуждённых были женщинами, в остальных городах мужчин и женщин было осуждено примерно поровну. Вряд ли они были пожилыми, так как многим удавалось довольно долго выдерживать пытки до того, как они умирали.

## Обвинения
- Способность летать и использование этой способности в преступных целях.
- Ликантропия: убивали скот в образе вервольфов.
- Невидимость: делали себя невидимыми посредством особых трав.
- Излечение недугов и параличей, вызванных колдовством, передавая болезнь кому-то другому.
- Каннибализм: похищали и ели детей.
- Проклятия.
- Встречались с Дьяволом и обучались у него магии.
- Заговор: планировали лишить христианство его власти над людьми.

Дьявол должен был прийти к грешникам и пообещать обучить их магии, если они отрекутся от христианства и прекратят ходить в церковь и каяться; они платили ему, а он не отвергал любое поклонение.

## Казнь
Осуждённых привязывали к лестнице с деревянным распятием в руках и мешочком пороха, повешенным на шею. Лестница затем приставлялась к столбу, вокруг которого был разожжён костёр. Некоторых вместо этого обезглавливали перед сжиганием. Многие были запытаны до смерти, но их тела тоже сжигались.
Собственность казнённых отдавали их семье только в том случае, если они могли присягнуть в своей непричастности к колдовству; в противном случае собственность переходила к знати, которая платила за казнь своим вассалам. Когда Фрюнд писал свой документ в 1430 году, уже были казнены 100 или 200 человек, но преследования продолжались до 1447 года. Трудно назвать точное число жертв к этому времени. В отличие от более поздних процессов, число убитых мужчин и женщин было примерно одинаковым.